# أبو قاسم الجليزي
أبو قاسم الجليزي أو أبو الفضل قاسم أحمد الصدفي الفاسي، يعرف حاليا بلقب سيدي قاسم أو سيدي قاسم الجليزي، كان شيخًا وصانع زليج مطلي. وتوفي عام 1496م بمدينة تونس. بُني ضريحه عام 1490 م في أعلى منطقة من الحي الحفصي من مدينة تونس آنذاك، وهو يقع حاليًا قرب باب سيدي قاسم.